# HW-03E
docomo NEXT series Ascend D2 HW-03E（ドコモ ネクスト シリーズ アセンド ディーツー エイチダブリューゼロサンイー）は、中国の華為技術（ファーウェイ）によって開発された、NTTドコモの第3.9世代移動通信システム（Xi）と第3世代移動通信システム（FOMA）とのデュアルモード端末である。docomo NEXT seriesのひとつ。

## 概要
HW-01E（with）の事実上の後継機種で、新たに防水・防塵性能を備えている。名前の通りグローバルモデルであるHuawei Ascend D2の日本国内ローカライズモデルだが、外観とスペックが大幅に異なる。
グローバルモデルでは5.0インチのフルHD液晶を搭載していたが、日本モデルでは4.7インチのHD液晶へとスペックダウンしており、キー配置はグローバルモデルではオンスクリーンキーとなっているが、日本モデルでは画面外に静電容量式のタッチキーを配置するなど細かい仕様が異なる。またバッテリー容量もグローバルモデルの3000mAhから2150mAhへと減らされている。ただし、防水性能に関してはグローバルモデルのIPX5/4からIPX5/7へとスペックアップしている。さらにIP5Xの防塵性能も有している。
約4.7インチ、1280×720ドットのHDディスプレイには、表面に撥水・撥油性コーティングを施しており、指紋や汚れが付きにくく、手が濡れていたり、タッチパネル上に水滴が付いている場合でもスムーズにタッチ操作が行えるため、雨が降る屋外や浴室・キッチンなどの水回りでの利便性が一層高まっている。
1310万画素のメインカメラには、ソニー製の裏面照射型CMOSセンサー「Exmor RS for mobile」とF値2.2のレンズを採用している。
ちなみに、NTTドコモの2013年春モデルのスマートフォンにおいて唯一下り最大112.5Mbps（UE Category 4）に対応している。
バッテリー容量は2150mAh。なお、NFC・おくだけ充電には非対応である。
2013年夏モデル以降、ドコモのラインナップ見直しによりNEXTとwithが廃止されたため、本機種がNEXTとしての最終機種となった。

## 主な機能
| 主な対応サービス                                | 主な対応サービス                         | 主な対応サービス                     | 主な対応サービス                                       |
| ----------------------------------------------- | ---------------------------------------- | ------------------------------------ | ------------------------------------------------------ |
| タッチパネル/加速度センサー                     | Xi/FOMAハイスピード                      | Bluetooth                            | DCMX/おサイフケータイ/NFC/かざしてリンク/赤外線/トルカ |
| ワンセグ/モバキャス                             | メロディコール                           | テザリング                           | WiFi IEEE802.11a/b/g/n                                 |
| GPS                                             | ドコモメール/電話帳バックアップ          | デコメール/デコメ絵文字/デコメアニメ | iチャネル                                              |
| エリアメール/ソフトウェアーアップデート自動更新 | デジタルオーディオプレーヤー(WMA)(MP3他) | GSM/3Gローミング（WORLD WING）       | フルブラウザ/Flash Player                              |
| Google Play/dメニュー/dマーケット               | Gmail/Google Talk/YouTube/Picasa         | バーコードリーダ/名刺リーダ          | ドコモ地図ナビ/Google Maps/ストリートビュー            |

## 歴史
- 2013年1月7日 - アメリカ・ラスベガスの家電展示会「CES2013」にてファーウェイよりグローバルモデル発表。同時にキャリアは未発表ながら日本市場での販売が予告された。
- 2013年1月22日 - NTTドコモより発表。
- 2013年5月8日 - ドコモオンラインショップにて発売[9]。
- 2013年5月14日 - 店頭事前予約開始。
- 2013年5月21日 - 店頭発売。

## アップデート・不具合など
2013年5月20日のアップデート
- 「端末の暗号化」機能が正常に利用できない事象を改善する。
- ビルド番号が4.1..1304224から4.1..1305151になる。

2013年7月3日のアップデート
- メール受信時にLEDランプが点滅しない場合がある不具合を修正する。
- ビルド番号が4.1..1304221、4.1..1305151から4.1..1306271になる。

2013年10月17日のアップデート
- 特定のアプリでメッセージを受信後、まれにパケット通信が不安定となる場合がある不具合を修正する。
- 「データの初期化」の機能変更。
- ビルド番号が4.1..1304221、4.1..1305151、4.1..1306271から4.1..1310151になる。

2018年3月8日のアップデート
- より快適にご利用いただけるよう品質を改善いたします。
- ビルド番号が4.1..1304221、4.1..1305151、4.1..1306271、4.1..1310151から4.1..1709041になる。